# Жерар, Бернар
Бернар Жерар — французский политик, бывший депутат Национального собрания Франции, член партии Республиканцы.

## Биография
Родился 29 августа 1953 г. в г. Валансьен (департамент Нор). По профессии адвокат. В 1997—2007 годах был заместителем депутата Национального собрания Патрика Дельнатта. На выборах в Национальное собрание 2007 года выиграл голосование по 9-му избирательному округу департамента Нор, получив в 1-м туре 60,20 % голосов.
Во время выборов в Национальное собрание 2012 года вновь одержал победу, получив во 2-м туре 61,21 % голосов.
На выборах в Национальное собрание 2017 года уступил во 2-м туре кандидату партии Вперёд, Республика! Валери Пети.

## Занимаемые выборные должности
в 1983—2001 годах — член муниципального совета города Марк-ан-Барёль 

с 10.11.2001 — мэр города Марк-ан-Барёль 

20.07.2007 - 20.07.2017 — депутат Национального собрания Франции от 9-го избирательного округа департамента Нор